# 손선애
손서연은 대한민국의 프리랜서 방송인이며 예비역 대한민국 육군 장교 군사경찰 여군 중위이다.

## 이력

### 주요 경력
- 1996년 육군 군사경찰 소위 임관.
- 1999년 육군 군사경찰 중위 전역.
- 2000년 MBC 문화방송 MC 공채로 데뷔.

## 출연작

### TV 프로그램
- 2000년 MBC 문화방송 《피자의 아침》 데뷔
- 2000년 10월 23일 TV 내무반 신고합니다 육군종합행정학교 편 출연.
- MBC 모닝스페셜, 아주특별한 아침
- KBS, EBS, 국군방송, 국회방송, KTV 각종 특집방송 등 다수

### 라디오 프로그램
- 2006년 국방FM 《주고 싶은 마음 듣고 싶은 노래》
- 2011년 MBC FM

### 영화
- 2004년 《아는 여자》
- 2005년 《소년, 천국에 가다》
- 2006년 《조용한 세상》
- 2007년 《우리 동네》